# Kalek
Kalek település Csehországban, Chomutovi járásban. Kalek Olbernhau, Marienberg, Blatno, Hora Svaté Kateřiny, Brandov, Hora Svatého Šebestiána és Boleboř településekkel határos. Lakosainak száma 261 fő (2024. január 1.).

## Népesség
A település lakosságának változását az alábbi diagram mutatja:
| Lakosok száma | 2599 | 2690 | 2131 | 246  | 150  | 187  | 238  | 242  | 228  | 261  |
|               | 1869 | 1900 | 1921 | 1961 | 1980 | 2011 | 2016 | 2019 | 2021 | 2024 |